# خط شمال شرقی متروی سنگاپور
خط شمال شرقی متروی سنگاپور (انگلیسی: North East MRT line) یکی از خط‌های متروی سنگاپور است که در سال ۲۰۰۳ تأسیس شده و دارای ۱۶ ایستگاه و ۲۰ کیلومتر طول است.

نقشه خط شمال شرقی.

## نگارخانه

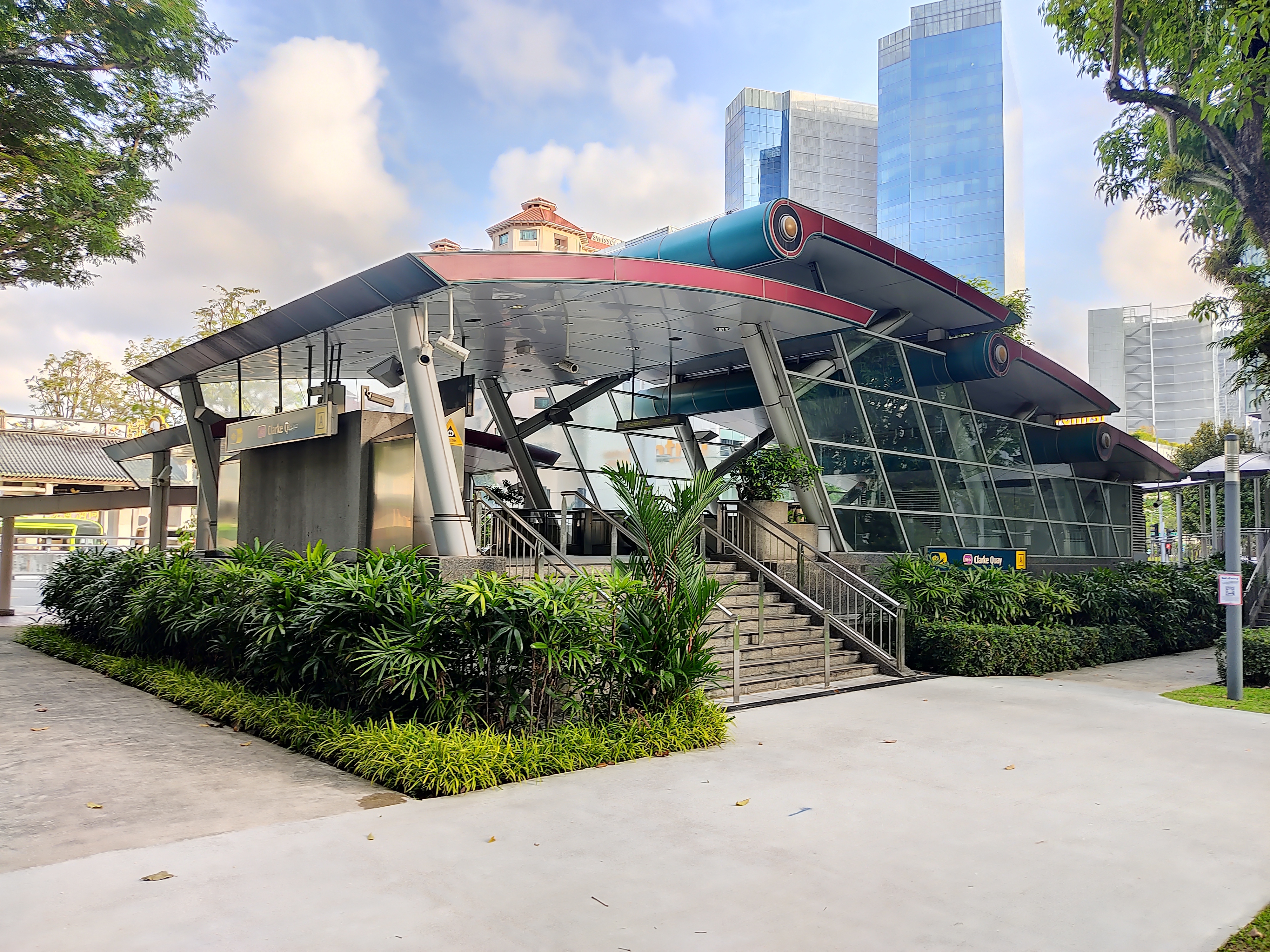
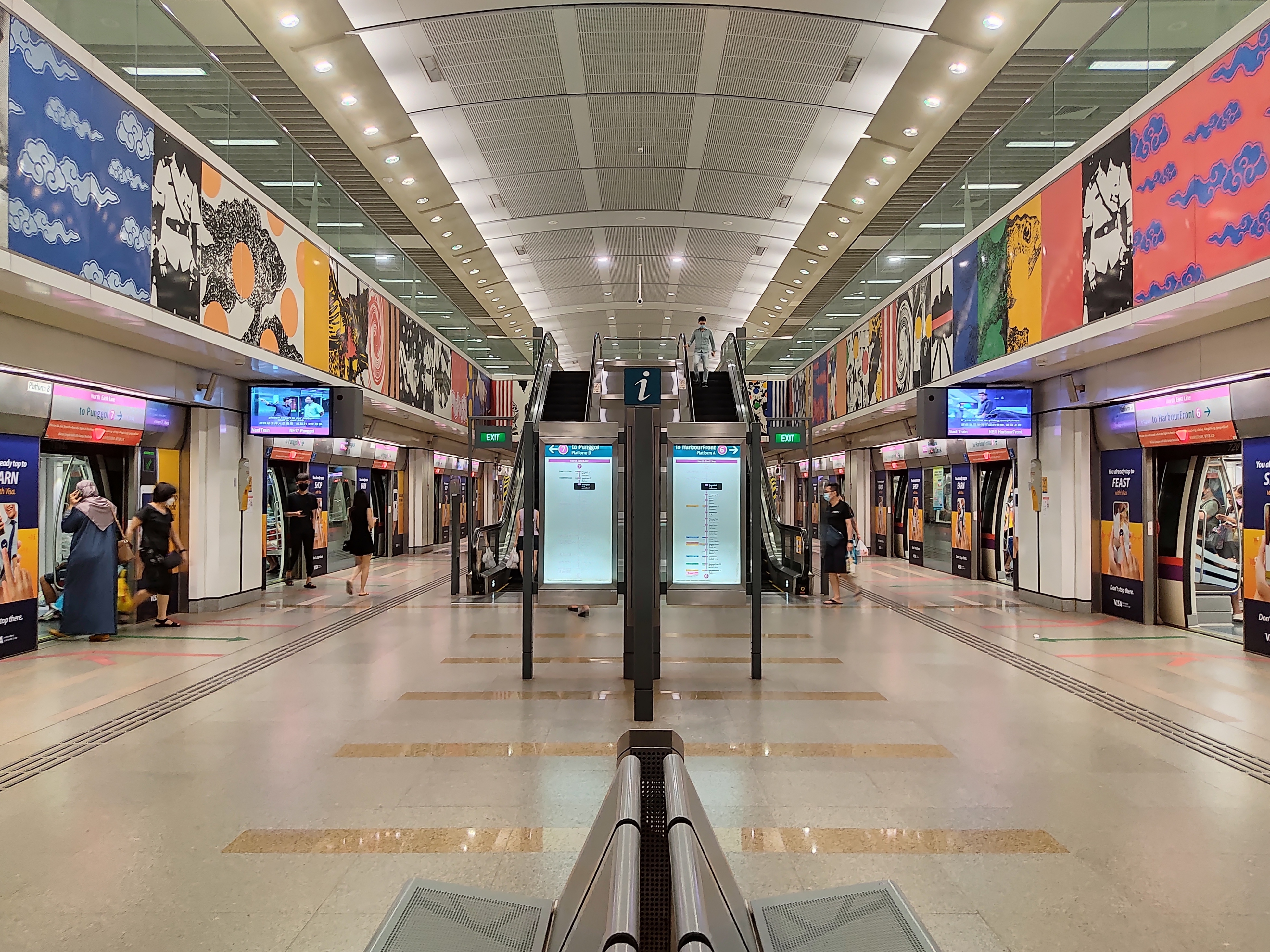
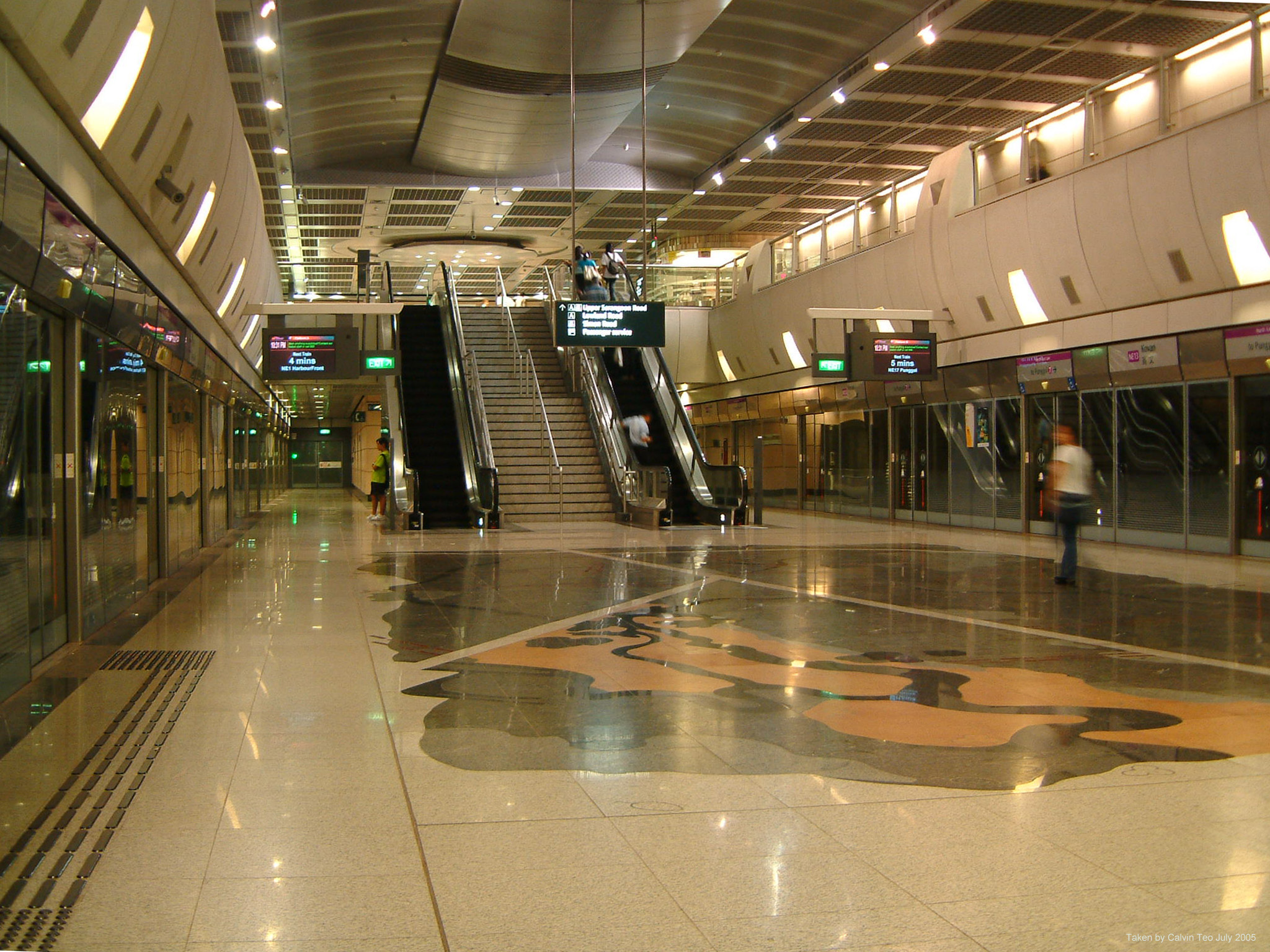
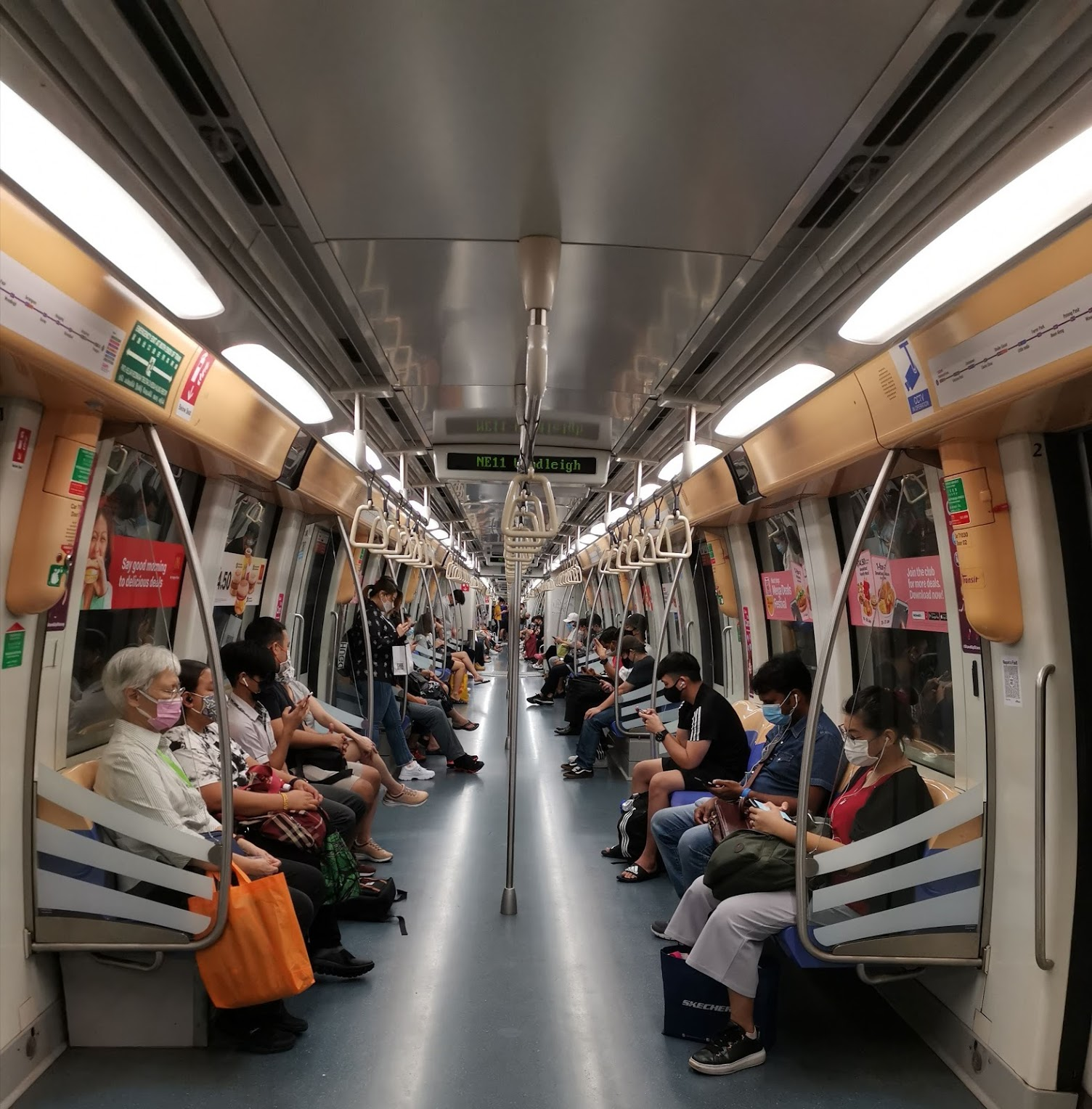